# Ornithoptera alexandrae
Ornithoptera alexandrae (tudi ptičji metulj kraljice Aleksandre) je metulj iz družine lastovičarjev (Papilionidae). Je največji metulj na svetu, prebiva pa na določenih območjih deževnih gozdov v Papua Novi Gvineji. Življenjski prostor ogrožajo razširjajoči se nasadi oljnih palm in lesna industrija, zato je zaščiten z zakonom od leta 1966, poleg tega pa se za zaščito vzpostavljajo oz. so predlagani naravni rezervati ter ekološki nadzor.
Leta 1907 ga je odkril baron Walter Rothschild in ga poimenoval po kraljici Aleksandri Danski, ženi Edvarda VII. Britanskega.

## Telesne značilnosti
Ptičji metulj je največji metulj na svetu, saj meri razpon kril samice okoli 25 cm, lahko tudi do 28 cm; samci so nekoliko manjši, in sicer meri razpon kril od 17–19 cm. Samci imajo izrazito modro-zeleno barvo kril (lahko so prisotne še pege zlate barve), medtem ko imajo samice preprostejšo temno rjavo barvo kril s pegami kremne barve. Povprečna dolžina telesa znaša 7,5 cm. Zadek je pri obeh spolih obarvan svetlo rumeno, trebušna (ventralna) stran kril pa je obarvana svetlo rdeče.

## Življenjski prostor, način življenja in razmnoževanje
Življenjski prostor oz. habitat zajema le manjši del Papue Nove Gvineje, natančneje območje blizu mesta Popondetta v provinci Oro. Prebiva v deževnih gozdovih na nadmorski višini od 400 do 800 m. Je monofag, tj. prehranjuje se samo z eno vrsto hrane, in sicer se gosenice prehranjujejo z listi podraščevk vrst Pararistolochia dielsiana in P. schlechteri.
Samice izležejo okoli 27 jajčec tekom življenja. Velika, lepljiva jajčeca rumeno-oranžne barve izleže na liste gostiteljskih rastlin. Po dveh tednih se iz jajčec izležejo ličinke, ki se po 11 tednih preobrazijo v bube, te pa po 6 tednih v odraslo žival.